# Estádio Nihondaira Sports
O Estádio Nihondaira Sports é um estádio de futebol situado em Shizuoka, Japão. Onde joga como local Shimizu S-Pulse. O estádio tem uma capacidade de 20.339 pessoas.
Sendo utilizado 80% do jogos do Shimizu S-Pulse como mandante, utilizando o Estádio Shizuoka Ecopa apenas para jogos importantes.